# Asplenium raddianum
Asplenium raddianum är en svartbräkenväxtart som beskrevs av Gaud. Asplenium raddianum ingår i släktet Asplenium och familjen Aspleniaceae. Inga underarter finns listade.